# Sobralia portillae
Sobralia portillae är en orkidéart som beskrevs av Eric Alston Christenson. Sobralia portillae ingår i släktet Sobralia och familjen orkidéer.
Artens utbredningsområde är Ecuador. Inga underarter finns listade i Catalogue of Life.